# Giustino Paggi
Giustino Paggi (fl. XIX secolo) è stato un artigiano italiano del XIX secolo.
Prolifico costruttore e commerciante di strumenti geodetici e meteorologici molto apprezzato da Filippo Cecchi (1822-1887), Giustino Paggi aveva un'officina in via Martelli a Firenze. Nel 1855 lo scolopio Giovanni Antonelli (1818-1872) presentò una comunicazione sui termometrografi del Paggi all'Accademia dei Georgofili di Firenze. L'anno successivo Paggi divenne socio dell'Accademia di Arti e Manifatture di Firenze.